# Gornja Rašenica
Gornja Rašenica je naselje u Republici Hrvatskoj, u sastavu Grada Grubišnog Polja, Bjelovarsko-bilogorska županija. 

## Stanovništvo
Prema popisu stanovništva iz 2001. godine, naselje je imalo 115 stanovnika te 48 obiteljskih kućanstava.
Prema popisu stanovništva iz 2011. godine, naselje je imalo 89 stanovnika.
| broj stanovnika |       |       |       | 371   | 462   | 450   | 504   | 483   | 353   | 373   | 365   | 324   | 269   | 200   | 115   | 89    | 65    |
|                 | 1857. | 1869. | 1880. | 1890. | 1900. | 1910. | 1921. | 1931. | 1948. | 1953. | 1961. | 1971. | 1981. | 1991. | 2001. | 2011. | 2021. |